# Translandia
Die Translandia war ein Fährschiff des Sietas-Typs 90, das von der finnischen Eckerö Line (Tochter von der Rederiaktiebolaget Eckerö) vom 18. Mai 2004 bis zum 30. Dezember 2012 im Verkehr zwischen Helsinki, Vuosaari (Hafen im östlichen Teil der Stadt) und Reval (D-Terminal im Vanasadam – dt. Alter Hafen) eingesetzt wurde. Die größere Nordlandia der Eckerö-Line-Flotte dagegen befuhr ab 1998 den Westhafen, Länsisatama.

## Geschichte

### Transgermania(1976–1993)
Das Schiff wurde 1976 unter der Baunummer 792 von der Werft J. J. Sietas in Hamburg-Neuenfelde gebaut und am 30. Oktober 1976 als Transgermania an die Poseidon Schiffahrts oHG in Lübeck abgeliefert. Es wurde unter anderem zwischen Deutschland und Finnland eingesetzt. Am 10. Juni 1978 lief das Schiff auf der Fahrt von Hamina nach Amsterdam in der Nähe von Kiel auf Grund. Am 27. Dezember 1990 lief das Schiff auf der Fahrt von Hull nach Turku vor Turku auf Grund und wurde von Januar bis April 1991 in Turku repariert.
Ab November 1991 charterte Norse Irish Ferries das Schiff und setzte es zwischen Belfast und Liverpool ein. Von Juni bis Juli 1992 charterte SeaWind Line das Schiff für den Betrieb zwischen Stockholm und Turku. Im November 1992 charterte Finncarriers das Schiff. Von Mai bis Juli 1993 charterte SeaWind Line das Schiff erneut für den Betrieb zwischen Stockholm und Turku.

### Rosebay(1993–1995)
1993 wurde das Schiff an die Poseidon Schiffahrt AG übertragen und kam als Rosebay unter der Flagge Zyperns mit Heimathafen Limassol in Fahrt. Im selben Jahr charterte Transeuropa Line das Schiff und setzte es zwischen Koper und Durres ein. Ab Juli 1994 charterte Stena Line Holland die Rosebay und setzte sie zunächst zwischen Rotterdam und Harwich und ab Juni 1995 zwischen Hoek van Holland und Harwich ein. Die Charter endete im Juni 1995. Im selben Monat wurde das Schiff an Maritime Co. Ltd übertragen, blieb aber unter Flagge Zyperns in Fahrt.

### Eurostar(1995–1997)
Ab Mai 1995 charterte Holyman Sally Ferries das Schiff und benannte es in Eurostar um. Es wurde zwischen Oostende und Ramsgate eingesetzt.

### Eurocruiser(1997–1998)
Im August 1997 erfolgte die Umbenennung in Eurocruiser.

### Rosebay(1998)
Im Mai 1998 erhielt das Schiff erneut den Namen Rosebay und wurde aufgelegt.
Ab Juni 1998 charterte Stena Line Holland das Schiff erneut für den Betrieb zwischen Hoek Van Holland und Harwich. Im März 1993 wechselte das Schiff auf die Route Fishguard–Rosslare. Ab Oktober 2000 bediente es die Route Hoek van Holland–Killingholme. Im März 2001 wurde es in Rotterdam aufgelegt.

### Transparaden(2001–2004)
Im April 2001 wurde das Schiff an die Rederi Ab Engship für 9 Millionen US-Dollar verkauft. Neuer Heimathafen wurde Nagu in Finnland. Das Schiff wurde an Botnia Link verchartert. Die Charter sollte vier Jahre laufen. Für den Betrieb in der Ostsee wurde es in Dünkirchen umgebaut.
Im Mai 2001 erfolgte die Umbenennung in Transparaden. Das Schiff wurde zwischen Härnösand, Vaasa und Umeå eingesetzt. Im November 2002 ging Botnia Link pleite und das Schiff in der Folge in Turku aufgelegt.
Ab Dezember 2002 charterte DFDS Tor Line das Schiff für sechs Monate und setzte es zunächst zwischen Kiel und Riga, ab Januar 2003 bis Juni zwischen Lübeck und Riga ein.
Ab Juni 2003 verkehrte das Schiff auf der Route Fredericia–Kopenhagen–Klaipėda.
Im Dezember 2003 charterte SCF St. Petersburg Lines das Schiff für den Betrieb zwischen Kiel und Sankt Petersburg. Im Februar 2004 kaufte Rederi Ab Eckerö das Schiff, vercharterte es jedoch bis Ende April 2003 an St. Petersburg Lines.

### Translandia(2004–2014)
Im Mai 2004 wurde das Schiff in Translandia umbenannt und anschließend von Eckerö Line zwischen Helsinki und Tallinn eingesetzt.
Am 1. September 2005 kollidierte die Translandia in Tallinn mit dem Kai und wurde am Heck beschädigt.
Im Januar 2013 sollte das Schiff an die Cresta Group verkauft werden. Cresta Group war zum Kauf jedoch finanziell nicht in der Lage und so wurde das Schiff stattdessen im März 2013 an Salem Al Makrani Cargo Co. aus den Vereinigten Arabischen Emiraten verkauft. Es kam unter Flagge der Komoren mit Heimathafen Moroni in Fahrt. Mitte März 2013 verließ das Schiff Tallinn und traf Anfang April in Mersin ein, es wurde in der Folgezeit zwischen Mersin und Port Said eingesetzt. Später wurde das Schiff zwischen Al Adabiya und Saudi-Arabien eingesetzt.
Am 24. Mai 2014 traf das Schiff bei MV Ship Traders im indischen Alang ein und wurde dort in der Folgezeit verschrottet.